# Miroslav Bulešić
Pour les articles homonymes, voir Bulešić.
 (avril 2013).
Si vous disposez d'ouvrages ou d'articles de référence ou si vous connaissez des sites web de qualité traitant du thème abordé ici, merci de compléter l'article en donnant les références utiles à sa vérifiabilité et en les liant à la section « Notes et références ».
Miroslav Bulešić, né le 13 mai 1920 à Čabrunići (Croatie) et mort (assassiné) le 24 août 1947 à Lanisce (Croatie), était un prêtre catholique croate. Assassiné dans l'exercice de son ministère pastoral pendant la période communiste, il est considéré comme martyr et vénéré comme bienheureux par l'Église catholique. Il est commémoré le 24 août.

## Biographie
Miroslav est né le 13 mai 1920 à Čabrunići, en Istrie (Croatie). Après avoir réussi ses études primaires à Jursici, il poursuit ses études aux séminaires de Gorica et Koper. De l'automne 1939 au printemps 1943 il parachève sa formation sacerdotale - philosophie et théologie - à l'université grégorienne de Rome, vivant alors au Séminaire français de Rome.
Il est ordonné prêtre le 11 avril 1943 dans son diocèse d'origine (diocèse de Porec et Pula), durant la Seconde Guerre mondiale. En 1945, il devient administrateur de la paroisse de Baderna. Il est particulièrement attentif à  l'éducation religieuse des enfants et des jeunes. Mais le 'père Milo' (comme il était appelé) est également ouvert à tous ceux qui sont dans le besoin, qu'ils soient allemands, communistes ou 'partisans'.  En retour il reçoit des menaces des différentes factions en guerre...
À l'automne 1945, le P. Miroslav Bulesic est nommé curé de Kanfanar. Il y enseigne le catéchisme à l'école, et promeut dans sa nouvelle paroisse la dévotion au Sacré-Cœur et au Cœur immaculé de Marie et y organise des activités de bienfaisance.
L'année suivante, en 1946, il devient enseignant au séminaire de Pazin.
Au printemps 1947, le régime communiste interdit toute messe et toute activité religieuse publique. L'enseignement religieux est interdit. Accompagné du délégué apostolique du Saint-Siège, Mgr Jacob Ukmar, le père Miroslav brave l'interdit et visite 24 différentes paroisses pour y administrer le sacrement de confirmation. Le 24 août 1947, il est égorgé et poignardé par les communistes dans sa maison paroissiale.

## Souvenir et vénération
Son procès en béatification est ouvert en 1956 mais reste en veilleuse, les autorités communistes s'y opposant vivement. Il est relancé le 28 mars 2000, et la phase diocésaine fut bouclée en 2004. Après que la cause fut examinée par la Congrégation pour les causes des saints, le père Miroslav fut déclaré martyr de la foi. 
Sa béatification fut célébrée le 28 septembre 2013. La cérémonie s'est déroulée dans l'arène de Pula, en Istrie (Croatie). La cérémonie était présidée par le cardinal Angelo Amato, au nom du pape François. 
Le bienheureux Miroslav Bulešić est liturgiquement commémoré le 24 août.